# Trésor Mputu Mabi
Trésor Mputu Mabi (Kinshasa, 10 dicembre 1985) è un ex calciatore della Repubblica Democratica del Congo, di ruolo centrocampista.
Nel 2007 è risultato essere il miglior marcatore internazionale dell'anno per la IFFHS, in virtù dei 20 gol segnati fra CAF Champions League e Coppa della Confederazione CAF.

## Carriera

### Club
Mputu ha giocato dal 2004 fino al 2014 nel TP Mazembe di Lubumbashi con cui è stato campione della Repubblica Democratica del Congo nel 2006 e nel 2007, vincendo in entrambe le stagioni anche il titolo di capocannoniere.

### Nazionale
Nel 2006 il commissario tecnico della nazionale Claude Le Roy l'ha convocato per la Coppa d'Africa dove ha fatto il suo esordio contro il Togo, segnando subito un gol. A causa del cartellino rosso rimediato nella successiva partita contro l'Angola non riuscì però ad ottenere ulteriori presenze nella competizione. Nel 2007 ha stabilito il record di gol segnati in un'edizione della Coppa della Confederazione CAF con 19.